# Sérgio Conceição
Sérgio Paulo Marceneiro da Conceição (Coimbra, 1974. november 15. –) portugál labdarúgó, edző.

## Pályafutása

### Klubcsapatban
Coimbrában született, így ifiként a város csapatában, az Académicában játszott. Első felnőttcsapata a másodosztálybeli FC Penafiel volt, ahol egy szezont játszott. Következő két csapata, a Leça FC és az FC Felgueiras is a másodosztályban játszott. 1996-ban az egyik legsikeresebb csapathoz, a FC Portóhoz szerződött. Itt 1998-ig szerepelt, ezután légiós lett, az akkor fénykorát élő Lazióhoz igazolt. Egészen 2004-ig olasz csapatokban szerepelt, ekkor egy szezonra hazatért, korábbi klubjához, a Portohoz. Ekkor szerezte meg harmadik portugál bajnoki címét.
2004-ben a belga Standard de Liège csapatához igazolt, egy évre. 2006-ban, többszöri durvaság miatt, három évre eltiltották.
2007-ben, eltiltása lejárta után Kuvaitba, az Al-Qadisiyához került. Mindössze hét meccs után távozott.
2008-ban, miután nem tudott leszerződni egy portugál csapattal sem, a görög élvonalbeli PAOK-hoz igazolt. 2008. november 13-án jelentette be visszavonulását, valamint azt, hogy a jövőben a klub technikai igazgatójaként fog dolgozni.

### A válogatottban
A válogatottban összesen 56 mérkőzésen szerepelt, ezeken 12 gólt szerzett. Első meccsét Ukrajna ellen játszotta 1996. november 9-én, vb-selejtezőn.
Legsikeresebb mérkőzése a 2000-es Eb-n volt, ahol tőle meglepő módon mesterhármast szerzett. Ez a harmadik csoportmérkőzés volt, Németország ellen.
A 2002-es vb selejtezőin összesen négy gólt szerzett.

### Edzőként
2010 májusában a Conceição elhagyta a PAOK-ot, és csatlakozott egy másik egykori csapatához, a Standard de Liège-hez, ahol az edzői stáb tagja lett. Első vezetőedzői feladatát 2012. január 1-jén kapta, amikor Dauto Faquirát váltotta az Olhanense kispadján. Augusztus 9-én távozott posztjáról, miután vitája támadt a vezetőséggel. 2013 januárjában szóba került a neve a Videoton FC csapatánál is, mint lehetséges vezetőedző. 2013. április 8-án szülővárosa csapatának, az Académica de Coimbrának az edzője lett, ahonnan az idény végén távozott. 2014 májusában kétéves szerződést írt alá a Bragával, akiket a kupadöntőbe vezetett, de ott tizenegyesbárbajban alulmaradtak a Sportinggal szemben, annak ellenére, hogy a félidőben még a Braga vezetett 2-0-ra. 2015. június 8-án a Conceição-t elbocsátották állásából, ezt követően pedig a Vitória Guimarães kispadjára ült le. 2016. január 17-én tizennégy év után győzelemre vezette csapatát a Porto ellen, de a szezon végén így is távoznia kellett. 2016. december 8-án a francia első osztályú FC Nantes kispadjára ült le, és bár a következő év februárjában a Leicester City-nél is felmerült a neve, a Nantes elnöke, Waldemar Kita ragaszkodott hozzá, hogy kitöltse kétéves szerződését. 2017 júniusában, miután felbontotta szerződését a franciákkal, egykori klubja, az FC Porto vezetőedzője lett, ahol Nuno Espírito Santót váltotta és ahol kétéves szerződést írt alá.
2024. december 30-án nevezték ki az AC Milan vezetőedzőjének.

## Sikerei, díjai

### Klub
- FC Porto:
  - Bajnok: 1996-97, 1997-98, 2003-04
  - Kupagyőztes: 1997-98
  - Szuperkupa-győztes: 1997
- SS Lazio:
  - KEK-győztes: 1998-99
  - UEFA-szuperkupa: 1999
  - Bajnok: 1999-2000
  - Szuperkupa-győztes: 1998
  - Kupagyőztes: 1999-2000, 2003-04

### Egyéni
- Belga Aranycipő: 2005

## Edzői statisztika
2024. december 30-án lett frissítve.
| Csapat       | Nemzet        | –tól                 | –ig              | Mérleg | Mérleg | Mérleg | Mérleg     | Mérleg | Mérleg | Mérleg | Mérleg |
| M            | GY            | D                    | V                | RG     | KG     | GK     | Győzelem % |        |        |        |        |
| ------------ | ------------- | -------------------- | ---------------- | ------ | ------ | ------ | ---------- | ------ | ------ | ------ | ------ |
| Olhanense    | Portugál      | 2012. január 1.      | 2013. január 3.  | 34     | 10     | 13     | 11         | 43     | 45     | −2     | 29.41  |
| Académica    | Portugál      | 2013. április 8.     | 2014. május 26.  | 41     | 12     | 14     | 15         | 34     | 45     | −11    | 29.27  |
| Braga        | Portugál      | 2014. május 26.      | 2015. június 30. | 44     | 23     | 10     | 11         | 78     | 38     | +40    | 52.27  |
| V. Guimarães | Portugál      | 2015. szeptember 23. | 2016. május 18.  | 31     | 8      | 10     | 13         | 43     | 52     | −9     | 25.81  |
| Nantes       | Franciaország | 2016. december 8.    | 2017. június 6.  | 26     | 13     | 5      | 8          | 36     | 33     | +3     | 50     |
| Porto        | Portugál      | 2017. június 8.      | 2024. június 30. | 379    | 274    | 53     | 52         | 812    | 314    | +498   | 72.3   |
| összesen     | összesen      | összesen             | összesen         | 556    | 341    | 105    | 110        | 1049   | 527    | +522   | 61.33  |

## Érdekességek
2005-ben Coimbra önkormányzata róla nevezte el a 2500 férőhelyes új stadiont, az Estádio Municipal Sérgio Conceiçãót.

## Külső hivatkozások
- PortuGOAL-profilja Archiválva 2010. június 13-i dátummal a Wayback Machine-ben
- Stats at ForaDeJogo (portugálul)
- NationalFootballTeams
- http://www.fifa.com/worldfootball/statisticsandrecords/players/player=161240/index.html Archiválva 2010. június 18-i dátummal a Wayback Machine-ben